# Diadegma aculeatum
Diadegma aculeatum är en stekelart som först beskrevs av Bridgman 1889.  Diadegma aculeatum ingår i släktet Diadegma och familjen brokparasitsteklar. Arten är reproducerande i Sverige. Inga underarter finns listade i Catalogue of Life.